# كلب الاسترداد

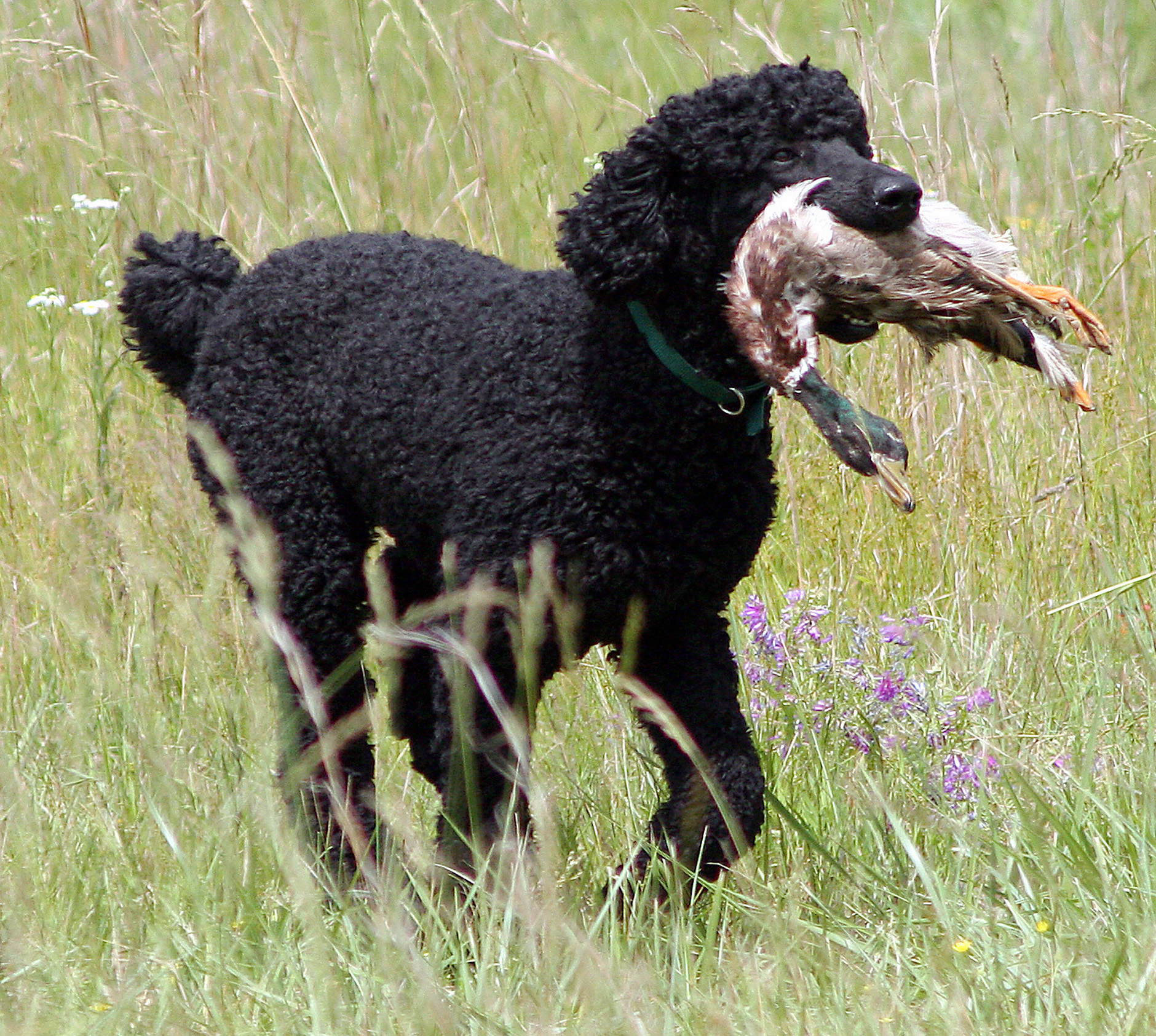
كلب بودل أسود من النوع القياسي طائر بط من نوع المالارد. تُعد كلاب البودل من أقدم سلالات كلاب الاسترجاع، وقد تم تربيتها في الأصل لاسترجاع البط في ألمانيا وفرنسا.

كلب الإسترجاع أو الريتريفر" (Retriever)، هو نوع من كلاب الصيد يُستخدم لاسترجاع الطرائد للصياد. تنقسم كلاب الصيد عمومًا إلى ثلاث فئات رئيسية: كلاب الاسترجاع (الريتريفر)، كلاب الطرد (الفلاشينغ سبانييل)، والسلالات المؤشرة (البوينتر). وقد تم تربية كلاب الاسترجاع في الأساس لاسترجاع الطيور أو الطرائد الأخرى وإعادتها إلى الصياد دون إلحاق ضرر بها؛ وتتميز هذه الكلاب بأن الاسترجاع دون إسقاط الفريسة هو وظيفتها الأساسية.
نتيجة لذلك، يتم اختيار سلالات كلاب الاسترجاع بناءً على امتلاكها لفمٍ لين (أي أنها تمسك الفريسة بلطف دون عضها)، بالإضافة إلى رغبتها الكبيرة في إرضاء صاحبها، وسهولة تدريبها، واستعدادها للطاعة. يشير مصطلح "الفم اللين" إلى قدرة الكلب على حمل الطريدة في فمه دون أن يعضها أو يتلفها، بينما يُعتبر "الفم القاسي" عيبًا خطيرًا في كلب الصيد، ويصعب تصحيحه؛ إذ يُمكن أن يجعل الطريدة غير صالحة للعرض أو حتى للأكل.
وقد جعلت طبيعة كلاب الاسترجاع الودودة، وصبره، وسهولة تدريبه، من سلالات مثل لابرادور ريتريفر وجولدن ريتريفر من أكثر الكلاب شعبية في استخدامات مساعدة ذوي الإعاقة. كما أن سمعته الممتازة جعلته من أكثر الكلاب تصنيفًا بين أفضل 10 كلاب للأطفال والعائلات حول العالم.
يبلغ متوسط حياة الكلب المسترد حوالي 10 - 12 سنة. وقد يعيش بعضها لما يصل إلى 15 سنة.

## المهارات
كي تقوم المسترِدَّات بمهام كلب الصيد ينبغي تدريبها للقيام بالمهام التالية:
- البقاء تحت السيطرة. تستخدم المسترِدَّات بشكل نموذجي عند صيد طيور الماء. وحيث إن صيد طيور الماء يتطلب استخدام مراكب صغيرة في الشتاء، فإن المُسترِدَّات يتم تدريبها لكي تبقى هادئة وساكنة تحت السيطرة حتى يتم إرسالها لاستعادة الطريدة. غالبًا ما يشار لهذا باسم «الثبات». يساعد «الثبات» على تجنب الانقلاب المفاجئ أو تشويش تصويب الصياد أو انطلاق النار بصورة غير مقصودة مما قد يسبب ضررًا بالغًا أو يؤدي لوفاة آخرين في حفلة الصيد أو وفاة الكلب نفسه. كما أن الكلب الثابت لديه قدرة أكبر على «تحديد» مكان الطريدة التي تم إسقاطها.
- تحديد مكان الطريدة التي تم اسقاطها إن «التحديد» هو عملية مراقبة سقوط طائر أو عدة طيور. حينما يصدر الأمر «حدد» إلى الكلب ينبغي عليه أن ينظر إلى الطيور القادمة ويتذكر مكان سقوط كل طائر. تعلمت الكلاب المدربة جيدًا أن تتبع اتجاه ماسورة البندقية لتحدد مكان سقوط الطائر. بمجرد سقوط الطريدة، سيامر المدرب كلبه بالذهاب واستعادتها. ومن المهم للغاية أن يكون لدى الكلب القدرة على تذكر «تحديدات» متعددة، ويستعمل المدربون تقنيات لتحسين قدرة الكلب على التحديد والتذكر.
- أداء عملية استرداد أعمى. حينما يتم اصطياد طائر مائي فإن الوظيفة الرئيسية للكلب المسترد هي استعادة الطيور التي سقطت. وهناك أوقات لن يرى الكلب فيها الطائر وهو يسقط. وفي هذه الحالة سيتلقى الكلب المُستَعيد أمرًا يدويًا أو صوتيًا أو بصافرة من المدرب ليوجه الكلب إلى الطريدة التي سقطت ليستعيدها. وهذا يسمى «الاسترداد الأعمى». تكون الدقة بين المدرب والكلب مفيدة جدًا ومرغوبة لتقليص وقت الاسترداد وتقليل الاضطراب الناجم عن الجو المحيط. تتم معظم حالات الاسترداد الأعمى في نطاق من 30 إلى 80 ياردة من البندقية، ومع ذلك فإن أي فريق مكون من كلب استرداد/مدرب جيد يمكنه إجراء عمليات استرداد أعمى دقيقة فيما يصل إلى أكثر من 100 ياردة وأكثر من ذلك.
- الاسترداد لليد. بالرغم من أن بعض الصيادين يفضلون أن يتم إنزال الطريدة عند أقدامهم إلا أن معظمهم يطلب أن يقوم الكلب بتسليمه الطريدة في يده، مما يعني أن الكلب بمجرد إكمال عملية الاسترداد سوف يحمل الطائر برفق ولكن بإحكام حتى يؤمر بإفلاته في يد الصياد. يقلل «التسليم في اليد» من خطورة هروب الطائر الأعرج، حيث يظل الطائر في فم الكلب حتى يتناوله الصياد.
- التسمية. عند الصيد باستخدام أكثر من كلب، ينبغي على الكلب المسترد أن يبقى هادئًا بينما تعمل الكلاب الأخرى وأن ينتظر دوره. وهذا مهم لأن وجود أكثر من كلب لاستعادة طريدة واحدة في نفس الوقت قد يسبب ارتباكًا. وهذا هو أحد الأسباب التي تجعل العديد من الصيادين يستعملون اسم الكلب كأمر للاسترداد.
- النفض عند الأمر. بعد أي عملية استرداد لن يقوم الكلب جيد التدريب بنفض الماء الزائد عن فروه حتى تكتمل عملية التسليم. إذا قام الكلب بنفض الماء عن نفسه في قارب صغير فقد يتسبب في أسوأ الأحوال في انقلاب المركب في ظروف الشتاء البارد وفي أحسن الأحوال سيلقي الكثير من الماء على الصيادين والأدوات. كما أن نفض الكلب جسمه بينما لا يزال الطائر في فمه قد يسبب ضررًا للطائر بشكل لا يجعله صالحًا للأكل. ولتجنب هذه الحوادث المؤسفة يستخدم المدربون أمرًا مميزًا يسمح للكلب أن ينتفض.
- المكان. غالبًا ما تُستخدم المستردات في دور ثانوي مثل الكلب الجفّال. لابد أن تعمل الكلاب في نمط أمام الصياد بحثًا عن الطيور الأرضية الطريدة. يجب أن يتعلم المسترد أن يبقى في مدى البندقية بحيث يتجنب التسبب في طيران طائر خارج مدى إطلاق النار.
- البقاء في حالة استعداد عند الطيران وإطلاق النار. عند اصطياد طيور أرضية، ينبغي أن يظل الكلب الجفال مستعدًا للطيران وإطلاق النار بمعنى أن يجلس عند ظهور طائر أو إطلاق النار من بندقية. يفعل الكلب ذلك ليحدد مكان السقوط وليتجنب تجفيل طيور أخرى بمطاردة غير ضرورية لطائر مفقود.

بالرغم من أن معظم المستردات لديها القدرة الأولية على أن تكون كلاب صيد، فإن قدرًا كبيرًا من الفكر والمجهود يبذل لتربيتها على صفات مرغوبة ومحددة في الكلاب من السلالات التي تربى بالحقل مما يعزز عملية التدريب بصورة كبيرة. حينما يتم تربية مستردات للعمل في الحقل، ينبغي أن يُدرس الآتي جيدًا:
- المطاوعة. نظرًا لأن إنتاج كلاب مستردة مدربة جيدًا وقادرة على أداء المهام المذكورة أعلاه يتطلب قدرًا كبيرًا من الوقت والمجهود، فإن المسترد الذكي والمطيع والقابل للتعليم (الطيّع) هو الأمر الأكثر أهمية.
- الرغبة والدافع. تغطي هذه الصفات نطاقًا واسعًا من السلوكيات التي تظهر على «المسترد الجيد». من الواضح جدًا أنه سيظهر رغبة في الاسترداد بصورة جنونية وسيتحمل عقبات كبيرة للاسترداد. كما أنها تبدي اهتمامًا استثنائيًا بالطيور وريش الطيور ورائحة الطيور والذي يعرف باسم «الطائرية» (الحساسية للطيور).
- التحديد والتذكر. إن الإبصار وقوة الملاحظة هي ذات أهمية قصوى لقدرة الكلب على تحديد الطريدة. كما أن تذكر كل مكان سقوط يعد أمرًا بالغ الأهمية. وبينما توجد تقنيات يستعملها مدربو الكلاب المستردة لمساعدة الكلب على تحديد وتذكر الطريدة التي سقطت، فإن الكلب المسترد الجيد يولد بهذه «الأدوات الخام».
- الأنف. تقاد الكلاب بصفة أساسية عبر أنوفها. سيستخدم الكلب المسترد الجيد أنفه للعثور على الطريدة التي سقطت في الغطاء الكثيف وسيستخدمها بينما يقسم الحقل لتحديد وتجفيل الطيور الأرضية.
- الفم اللين. إن الكلب ذا الفم اللين ضروري للتأكد من أن الطريدة المستعادة مناسبة للمائدة. سيقوم الكلب ذو الفم اللين بالتقاط الطريدة برقة وبإحكام أثناء استعادتها. توصف الكلاب التي تسقط الطيور بلا داعي أو تعضها أو تمضغها أو حتى تأكلها قبل تسليمها بأن لديها «فم قاس» أو توصف بأن لديها «مشاكل في الفم». وبينما يمكن تجاوز معظم «مشاكل الفم» بواسطة التدريب، فإن الكلب ذا الفم اللين على كل حال هو المفضل لعملية التدريب.
- شدة الاحتمال. إن صيد طيور الماء هو رياضة شتوية باردة والتي تتم في أمكان مختلفة ووسط أشجار مغمورة بالماء بكثافة في جنوب الولايات المتحدة حتى البرك المتجمدة والمغطاة بالجليد في الغرب الأوسط إلى البحار المتجمدة على طول الجزء العلوي من ساحل نيو إنجلاند. سيقوم الكلب المسترد الجيد بالدخول مرة أخرى بإرادته في الماء وسيقوم بأكثر من استعادة تحت هذه الظروف وظروف أخرى قاسية.

## الأنواع

### سلالات كلاب الاسترجاع
تُعد كلاب الاسترجاع مجموعة متخصصة من كلاب الصيد تتميز بقدرتها على استرجاع الطرائد بعد إطلاق النار عليها، وخاصة الطيور المائية. وتضم السلالات المعترف بها دوليًا ضمن مجموعة كلاب الاسترجاع ما يلي:
- مسترجِع خليج تشيسابيك (Chesapeake Bay Retriever)
- مسترجِع مجعَّد الفراء (Curly Coated Retriever)
- مسترجِع أملس الفراء (Flat Coated Retriever)
- مسترجِع ذهبي (Golden Retriever)
- مسترجِع لابرادور (Labrador Retriever)
- مسترجِع بَط نوفا سكوشا (Nova Scotia Duck Tolling Retriever)

هذه السلالات الستة هي المعترف بها رسميًا من قبل الهيئات الدولية ضمن مجموعة "كلاب الاسترجاع".
ملاحظة: هناك سلالة محلية تُعرف باسم مسترجِع نهر موراي (Murray River Retriever) في أستراليا، لكنها ليست معترفًا بها رسميًا ضمن السلالات الدولية حتى الآن.

### سلالات كلاب أخرى تملك مهارات الاسترجاع

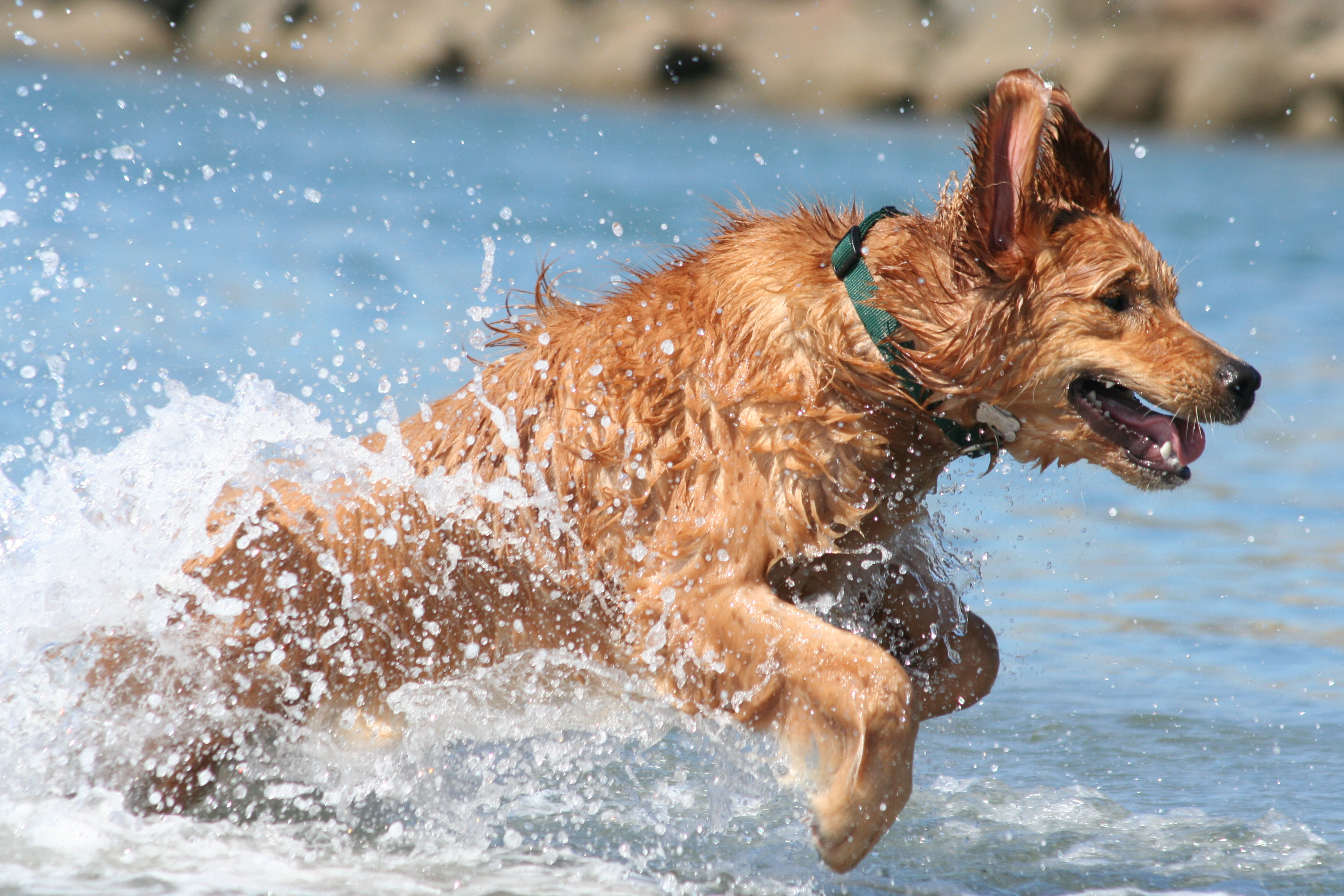
كلب المسترجع الذهبي. تم تربيته أصلاً في اسكتلندا للصيد في المستنقعات.

هناك العديد من سلالات كلاب الصيد والعمل الأخرى التي تملك مهارات استرجاع الطرائد، لكنها لا تُصنف ضمن مجموعة كلاب الاسترجاع رسميًا. من أبرز هذه السلالات:
- كوكر سبانيول أمريكي (American Cocker Spaniel)
- سبانيول الماء الأمريكي (American Water Spaniel)
- باربيه (Barbet)
- سبانيول بويكن (Boykin Spaniel)
- بريتاني (Brittany)
- سبانيول كلومبر (Clumber Spaniel)
- كوكر سبانيول إنجليزي (English Cocker Spaniel)
- سِتَر إنجليزي (English Setter)
- سبانيول سبرينغر إنجليزي (English Springer Spaniel)
- المؤشر الألماني قصير الشعر (German Shorthaired Pointer)
- المؤشر الألماني طويل الشعر (German Longhaired Pointer)
- المؤشر الألماني سلكي الشعر (German Wirehaired Pointer)
- سبانيول الماء الألماني (German Water Spaniel)
- سِتَر غوردون (Gordon Setter)
- فيزلا المجرية (Hungarian Vizsla)
- فيزلا المجرية سلكية الشعر (Hungarian Wirehaired Vizsla)
- سبينوني إيطالي (Italian Spinone)
- سِتَر إيرلندي (Irish Setter)
- سبانيول الماء الإيرلندي (Irish Water Spaniel)
- كلب نيوفاوندلاند (Newfoundland)
- المؤشر (Pointer)
- بودل (Poodle)
- كلب الماء البرتغالي (Portuguese Water Dog)
- كلب الماء الإسباني (Spanish Water Dog)
- سبانيول ساسكس (Sussex Spaniel)
- فايمارَنَر (Weimaraner)
- سبانيول سبرينغر الويلزي (Welsh Springer Spaniel)
- المؤشر سلكي الشعر (Wire-haired Pointing Griffon)

ملاحظة: هذه السلالات تنتمي إلى مجموعات تصنيفية أخرى ورغم امتلاكها مهارات استرجاع قوية، إلا أنها ليست ضمن مجموعة "كلاب الاسترجاع" الرسمية.